# Skicák

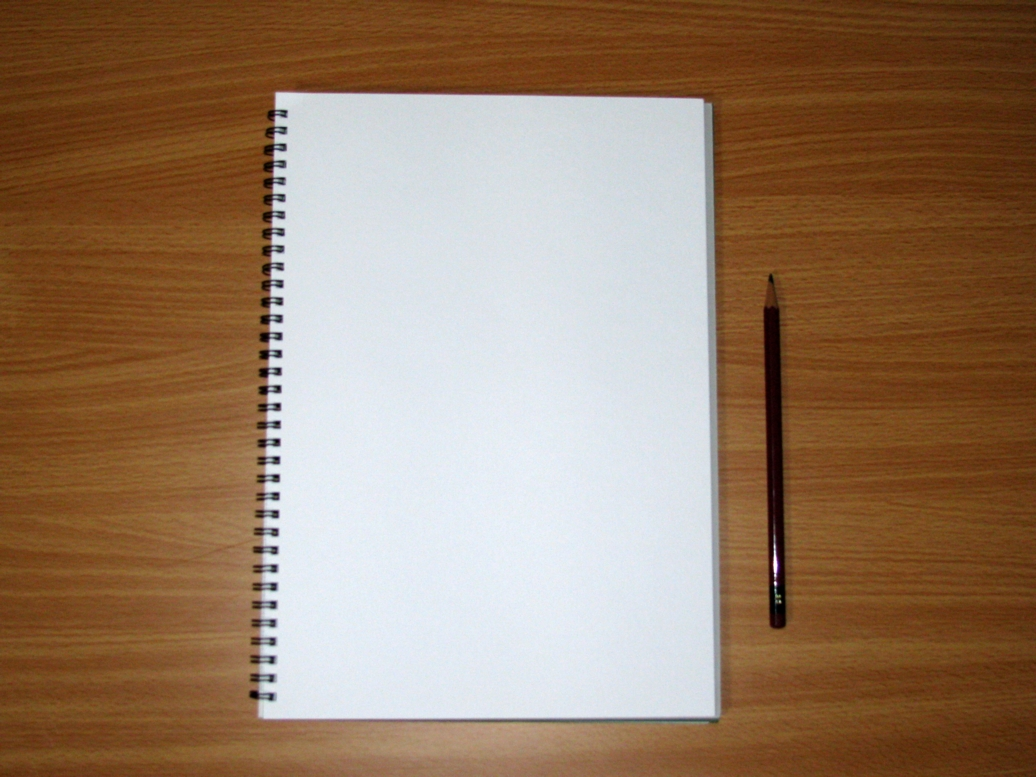
Skicák a tužka

Skicák nebo také skicář je sešit nebo blok s prázdnými stránkami určený k vytváření skic nebo výtvarných studií.
Skickáky se vyrábí v mnoha variantách, které se liší tvarem, velikostí listů, nebo počtem vložených listů. Jednotlivé listy jsou obvykle vyrobeny z kvalitního papíru různé gramáže a s různou hrubostí. To závisí na použité malířské technice (kresba tužkou, pastelkou, vodovými barvami, uhlem, apod.). Stejně tak se může lišit barva papíru od čistě bílé přes žlutou až po různé odstíny šedi.